# Chironomus sordidatus
Chironomus sordidatus är en tvåvingeart som beskrevs av Jean-Jacques Kieffer 1913. Chironomus sordidatus ingår i släktet Chironomus och familjen fjädermyggor.
Artens utbredningsområde är Tyskland. Inga underarter finns listade i Catalogue of Life.